# Krystyna Sieraczyńska
Krystyna Sieraczyńska (ur. 13 grudnia 1927 w Wyżnianach, zm. 21 stycznia 2025) – polska artystka malarka. 

## Życiorys
Absolwentka Akademii Sztuk Pięknych w Krakowie w klasach prof. Jerzego Fedkowicza i Hanny Rudzkiej-Cybisowej. Członkini ZPAP.
Artystka ma na swym koncie liczne wystawy indywidualne i zbiorowe w kraju i zagranicą. W jej malarstwie przeważają olejne studia krajobrazowe, stanowiące przetworzone wizerunki rzeczywistych miejsc, a także sceny rodzajowe, zaobserwowane podczas podróży (Skandynawia, Dalmacja, Izrael) oraz pastelowe kompozycje barwne, zainspirowane roślinnością ogrodową, zwłaszcza angielską. Podstawowy środek malarskiego wyrazu stanowi w jej twórczości kolor, często uwolniony z reguł realistycznej reprezentacji.